# Faces of Europe
Die Ausstellung Faces of Europe. Daughters remember their Mothers, Prisoners of the Ravensbrück Concentration Camp (deutsch: Gesichter Europas. Töchter erinnern sich an ihre Mütter, die Gefangenen von Ravensbrück) zeigt großformatige Porträts von 27 Frauen aus 13 Ländern, die während der Zeit des Nationalsozialismus im Frauenkonzentrationslager Ravensbrück inhaftiert waren. Biografische Texte von Töchtern, Enkeln und Freunden erinnern an das Schicksal der dargestellten Frauen und begleiten die vom Internationalen Ravensbrück Komitee und der Mahn- und Gedenkstätte Ravensbrück gestaltete Ausstellung.

## Ausstellung
Die Wanderausstellung Faces of Europe. Daughters remember their Mothers, Prisoners of the Ravensbrück Concentration Camp ist ein Projekt des Internationalen Ravensbrück Komitees (IRK), der Dachorganisation der nationalen Lagergemeinschaften ehemaliger Häftlinge des Frauenkonzentrationslagers Ravensbrück und der Mahn- und Gedenkstätte Ravensbrück (MGR). Die Idee zur Gestaltung der Ausstellung entstand während des Jahrestreffens 2019 von Mitgliedern des IRK und MGR in Gorizia, Italien. Die Portraitaufnahmen zeigen die Mütter und Großmütter der heutigen Komitee-Mitglieder (Stand 2019) aus dreizehn Ländern. Die Leitung der Ausstellung Faces of Europe übernahmen Jeanie Bochat (IRK), Insa Eschebach und Andrea Genest, Leiterin der MGR. Das Projekt wurde von Rüdiger Hahn und Šárka Kadlecová koordiniert, während Kateřina Kočková für die künstlerische Beratung verantwortlich war.
Am 18. April 2021 fand die Eröffnung der Ausstellung in der Mahn- und Gedenkstätte Ravensbrück statt. Seit 2022 wird die als Wanderausstellung konzipierte Ausstellung in verschiedenen europäischen Städten gezeigt, um verschiedene Formen der Bildungsarbeit mit Schwerpunkt auf der NS-Verfolgung und Europa zu unterstützen.

## Inhalt
In der Ausstellung Faces of Europe sind großformatige Porträts von 27 Frauen aus 13 Ländern zu sehen, die im Konzentrationslager Ravensbrück inhaftiert waren. Die Aufnahmen stammen aus den späten 1940er und frühen 1950er Jahren und geben Einblicke in das Leben nach der KZ-Haft. Von Roza Kugelman und Anna Burger, die die Lagerinhaftierung nicht überlebten, werden Fotografien aus der Zeit vor der Haft gezeigt. Begleitet werden die Fotografien von Texten der Töchter, eines Sohnes, Enkeln und Freunden der abgebildeten Frauen. In einem Artikel der Berliner Morgenpost beschrieb Insa Eschebach die Ausstellung wie folgt: „Wir sehen nicht die typischen Fotos von kahlrasierten Frauen in Häftlingskleidung oder den späteren netten älteren Damen. Stattdessen werden Frauen dargestellt, die versuchen, ihren Weg in die Normalität zurückzufinden.“ Die Broschüre Faces of Europe, die Teil der Ausstellung ist, enthält Texte zur Familienbiografie und Erinnerungen der jeweilig vorgestellten Protagonistin und ist in den Sprachen Tschechisch, Deutsch, Englisch, Französisch, Italienisch, Polnisch und Russisch verfügbar.

## Dargestellte Protagonistinnen der Ausstellung
- Miroslava Berdychová (1914–1995) tschechoslowakische Kommunistin und Widerstandskämpferin
- Vilma Braini (1928–2017), italienische Widerstandskämpferin
- Aat Breur-Hibma (1913–2002), niederländische Zeichnerin und Widerstandskämpferin
- Anna Burger (1913–1943), österreichisch, wurde als sogenannte Asoziale in Ravensbrück ermordet
- Lise Børsum (1908–1985), norwegische Widerstandskämpferin
- Angela Cabeza (1915–1992), spanisch-französische Kommunistin und Widerstandskämpferin
- Neus Català Pallejà (1915–2019), spanische Kommunistin und Widerstandskämpferin
- Pavla Cedilnik (1925–2005), jugoslawische Widerstandskämpferin
- Janina Ciszewska (1922–2014), polnisch, in Folge des Warschauer Aufstandes verhaftet und nach Ravensbrück deportiert
- Marie Cordier (1923–1999), französische Widerstandskämpferin
- Barbara Hirsch (1919–1996), österreichische Kommunistin und Widerstandskämpferin
- Sofja Iwanowna Schkatula (1926–2020), ukrainische Zwangsarbeitsleistende
- Käthe Jonas (1902–1977), deutsche Kommunistin
- Miloslava Kalibová (1922–2019), tschechoslowakische Überlebende des Massakers von Lidice
- Roza Kugelman (1904–1944), belarussisch, aus rassistischen Gründen in Ravensbrück ermordet
- Erna Lugebiel (1898–1984), deutsche Widerstandskämpferin
- Constanza Martínez Prieto (1917–1997), spanische Widerstandskämpferin
- Odette Métais Marchelidon (1922–2006), französische Widerstandskämpferin
- Porvina Pelageja Nikititschna (1906–1991), ukrainische Kommunistin
- Denise Rousseau (1920–2021), französische Widerstandskämpferin
- Änne Saefkow (1902–1962), deutsche kommunistische Widerstandskämpferin
- Jaroslava Skleničková (geboren 1926) tschechoslowakische Überlebende des Massakers von Lidice
- Marta Stachowicz (1900–1971), polnisch, in Folge des Warschauer Aufstandes verhaftet und nach Ravensbrück deportiert
- Mirella Stanzione (geboren 1927) italienische Partisanin
- Dezsőné Szilágyi (1922–2016), ungarische Jüdin
- Rosa Thälmann (1890–1962), deutsche Kommunistin
- Eva Turcu (1926–2002), rumänische Jüdin

## Ausstellungsorte (Auswahl)
- 2020: Palais Czernin (Prag)[5]
- 2021: Mahn- und Gedenkstätte Ravensbrück
- 2022: Galerie Modena Art, Wien[6]
- 2023: Europäisches Parlament, Brüssel[7]